# Baronía de Almiserat

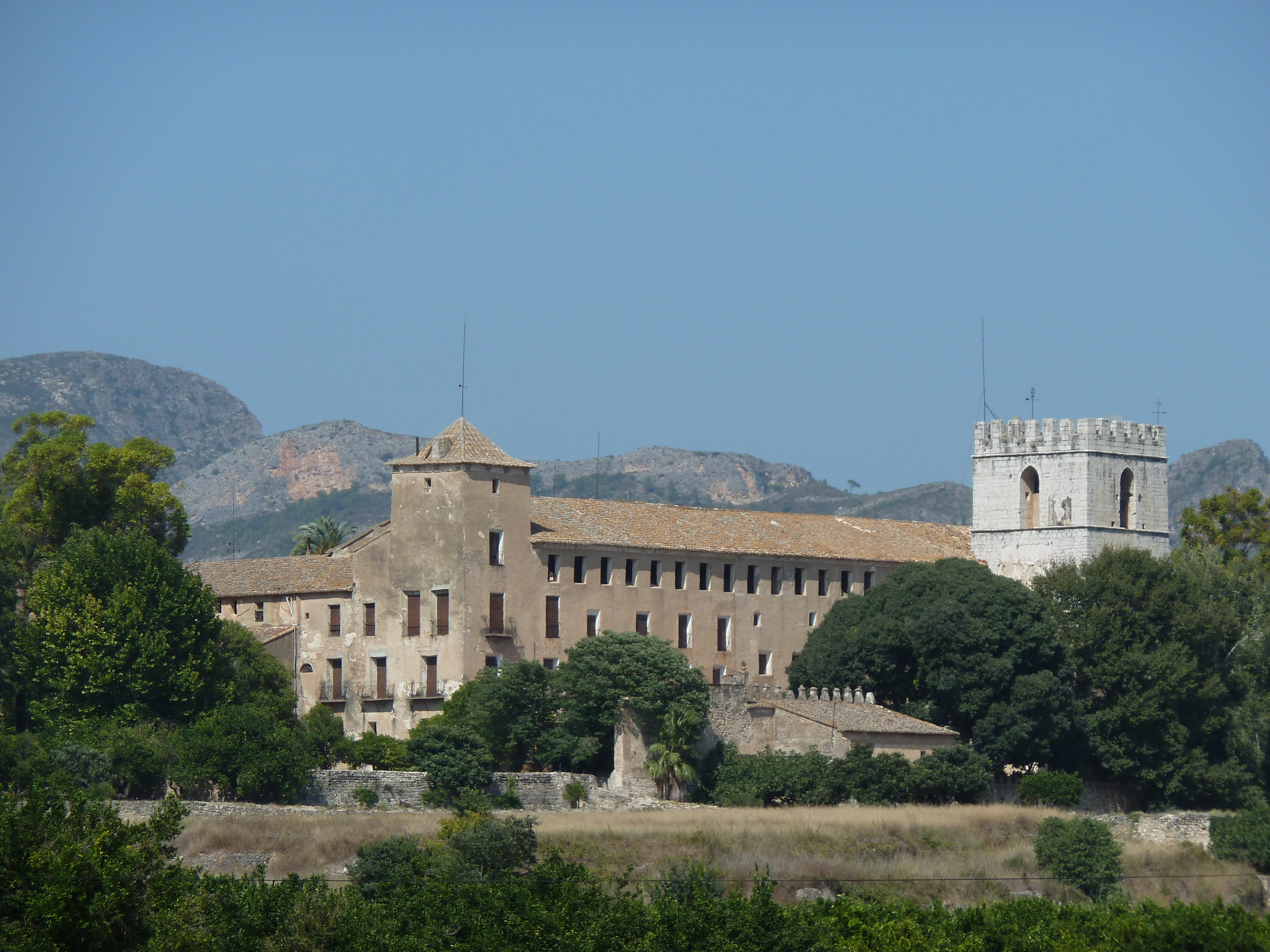
Monasterio de San Jerónimo de Cotalba, primitivos propietarios de la baronía de Almiserat

Escudo del municipio de Almiserat que dio nombre a esta baronía. Las estrellas de la primera partición son alusivas a la virgen, titular de la parroquia. La rosa de gules sobre campo de plata son las armas de los Ros de Ursinos, antiguos barones de Almiserat.

La baronía de Almiserat es un título nobiliario español que nace al ser comprado este vínculo el 14 de diciembre de 1482 al Convento de San Jerónimo de Cotalba (posteriormente "Real Monasterio", por el ciudadano Juan Ros, vecino de Gandía provincia de Valencia.
El Monasterio de San Jerónimo de Cotalba poseía la baronía de Almiserat por donación de Alfonso de Aragón el Viejo, duque de Gandía, fundador de este monasterio jerónimo.
Este título fue rehabilitado en 1917 por el rey Alfonso XIII a favor de Luisa Manglano y Cucaló de Montull, que se convirtió en la décima baronesa de Almiserat.
Su denominación hace referencia al municipio de Almiserat en la provincia de Valencia.

## Barones de Almiserat
|                                | Titular                                          | Periodo                        |
| Creación por compra de vínculo | Creación por compra de vínculo                   | Creación por compra de vínculo |
| ------------------------------ | ------------------------------------------------ | ------------------------------ |
| I                              | Juan Ros                                         | 1482- ?                        |
| .                              | Francisco Ros de Ursinos                         |                                |
| .                              | Francisca Paula Ruiz de Alarcón y Ros de Ursinos | ? -1868                        |
| .                              | Joaquín Manuel Bellvís                           |                                |
| Rehabilitado por Alfonso XIII  |                                                  |                                |
| X                              | Luisa Manglano y Cucaló de Montull               | 1917-1959                      |
| XI                             | Luis Alonso Manglano                             | 1960-1988                      |
| XII                            | Luis Alonso Stuyck                               | 1991-actual titular            |

## Historia de los barones de Almiserat
- Juan Ros, I barón de Almiserat.

- Francisco Ros de Ursinos, barón de Almiserat.

- Francisca Paula Ruiz de Alarcón y Ros de Ursinos (1788-1868), baronesa de Almiserat.

- Joaquín Manuel Bellvís , barón de Almiserat, barón de Terrateig.

Rehabilitado en 1917 por:
- Luisa Manglano y Cucaló de Montull (1893-1959), X baronesa de Almiserat. Hija de Josefa Cucaló de Montull y Cubells (1861-1951), descendiente de los barones de Almiserat

1. Casó con Luis Alonso de Orduña. Le sucedió su hijo:

- Luis Alonso Manglano (1924-1988), XI barón de Almiserat.

1. Casó con Isabel Clara Eugenia Stuyck Caruana. Le sucedió su hijo:

- Luis Alonso Stuyck (n. en 1956), XII barón de Almiserat.

1. Casó con Isabel Villalonga Campos.